# Willi Arlt
Willi (Willy) Arlt (ur. 27 października 1919 w Bobersen (obecnie dzielnica miasta Zeithain), zm. 27 lipca 1947 w niewoli radzieckiej) – piłkarz niemiecki, występujący na pozycji napastnika.
W latach 1939–1942 rozegrał 11 meczów w reprezentacji Niemiec i strzelił dla niej 2 gole.